# Barcelona Pagesos
Barcelona Pagesos és un club de futbol americà de la ciutat de Barcelona, fundat l'any 2014. Actualment participa a la LNFA senior de Futbol Americà i en categories cadet, junior i Flag a la Lliga Catalana de Futbol Flag.